# Neomerinthe procurva
Neomerinthe procurva és una espècie de peix pertanyent a la família dels escorpènids.

## Descripció
- Fa 7,1 cm de llargària màxima.[4][5]

## Hàbitat
És un peix marí, demersal i de clima tropical que viu entre 20-920 m de fondària a la plataforma continental.

## Distribució geogràfica
Es troba al Pacífic occidental: Indonèsia.

## Costums
És bentònic.

## Observacions
És inofensiu per als humans.